# كتم (إربد)
كتم هي بلدة تقع في شمال الأردن، تتبع لواء بني عبيد بمحافظة إربد وتبعد عن إربد 13 كم. تمتاز بطبيعتها الجبلية و موقعها القريب أيضا من عجلون وجرش. يبلغ ارتفاعها 760-840 م عن سطح البحر. بلغ عدد سكانها 8832 وفق لتعداد السكان في عام 2015. 